# Galaxy Evolution Explorer
GALEX (Galaxy Evolution Explorer oder Explorer 83) war ein Weltraumteleskop der NASA zur Beobachtung von Galaxien im ultravioletten Bereich des elektromagnetischen Spektrums.

## Aufbau
Der Hauptspiegel von GALEX hat ca. 50 Zentimeter Durchmesser. Das Sichtfeld war mit über 1° sehr groß. Ein Detektor des Teleskops beobachtete im Wellenlängenbereich von 135 bis 175 nm, der andere im Bereich von 175 bis 280 nm.

## Mission unter Leitung der NASA
GALEX wurde am 28. April 2003 mit einer flugzeuggestützten Pegasus-Rakete in einen Erdorbit in ca. 695 km Höhe mit einer Bahnneigung von 29° gebracht. Startgebiet war die Mayport Drop Zone bei 29° Nord und 78,5° West vor der Küste von Florida.
Die geplante Mindestmissionsdauer von 29 Monaten konnte überschritten werden. 2006 empfahl das NASA Senior Review Panel, die Mission zu verlängern. 2005 bis 2007 sowie 2009 kam es durch Kurzschlüsse zu Ausfällen des Detektors, der den fernen Ultraviolettbereich beobachtete. Ab 2009 konnte der Schaden nicht mehr, wie in der Vergangenheit geschehen, behoben werden, sodass nun nur mit einem der Detektoren weitergearbeitet wird.
2007 wurde mit Hilfe des mittlerweile ausgefallenen Detektors ein 13 Lichtjahre langer Schweif hinter dem Stern Mira entdeckt.

## Mission unter Leitung des Caltech
Am 7. Februar 2012 wurde GALEX in den Stand-By-Modus geschaltet, um noch 2012 endgültig abgeschaltet zu werden. Es liefen jedoch Verhandlungen, ob die NASA den Galaxy Evolution Explorer an das California Institute of Technology (Caltech) übereignet, das den Satelliten weiter betreiben wollte. Dieses war durch den Stevenson-Wydler Technology Innovation Act möglich, wurde jedoch bei Raumflugkörpern im Weltraum zuvor noch nie gemacht.
Nachdem die NASA GALEX am 14. Mai 2012 an das Caltech verliehen (nicht übereignet) hatte, um von diesem drei Jahre weiter genutzt zu werden, wurde GALEX zunächst nicht abgeschaltet. Das Caltech wollte in den drei Jahren mit GALEX die Kartierung des UV-Himmels abschließen. Das Caltech trug mit anderen Instituten die Betriebskosten von 100.000 USD pro Monat. Diese fielen bei den Unternehmen Orbital Sciences an, das den Satelliten als Hauptauftragnehmer gebaut hatte und betrieb. Die NASA blieb jedoch Eigentümerin von GALEX, der theoretisch noch 12 Jahre hätte arbeiten können. 2013 entdeckte GALEX eine Gezeiten-Zwerggalaxie, die durch die Interaktion von NGC 6872 mit seiner Satellitengalaxie IC 4970 entstanden ist.
Die verlängerte Mission von GALEX endete am 28. Juni 2013 mit der Abschaltung des Satelliten. Er wird voraussichtlich in den späten 2070er Jahren verglühen.

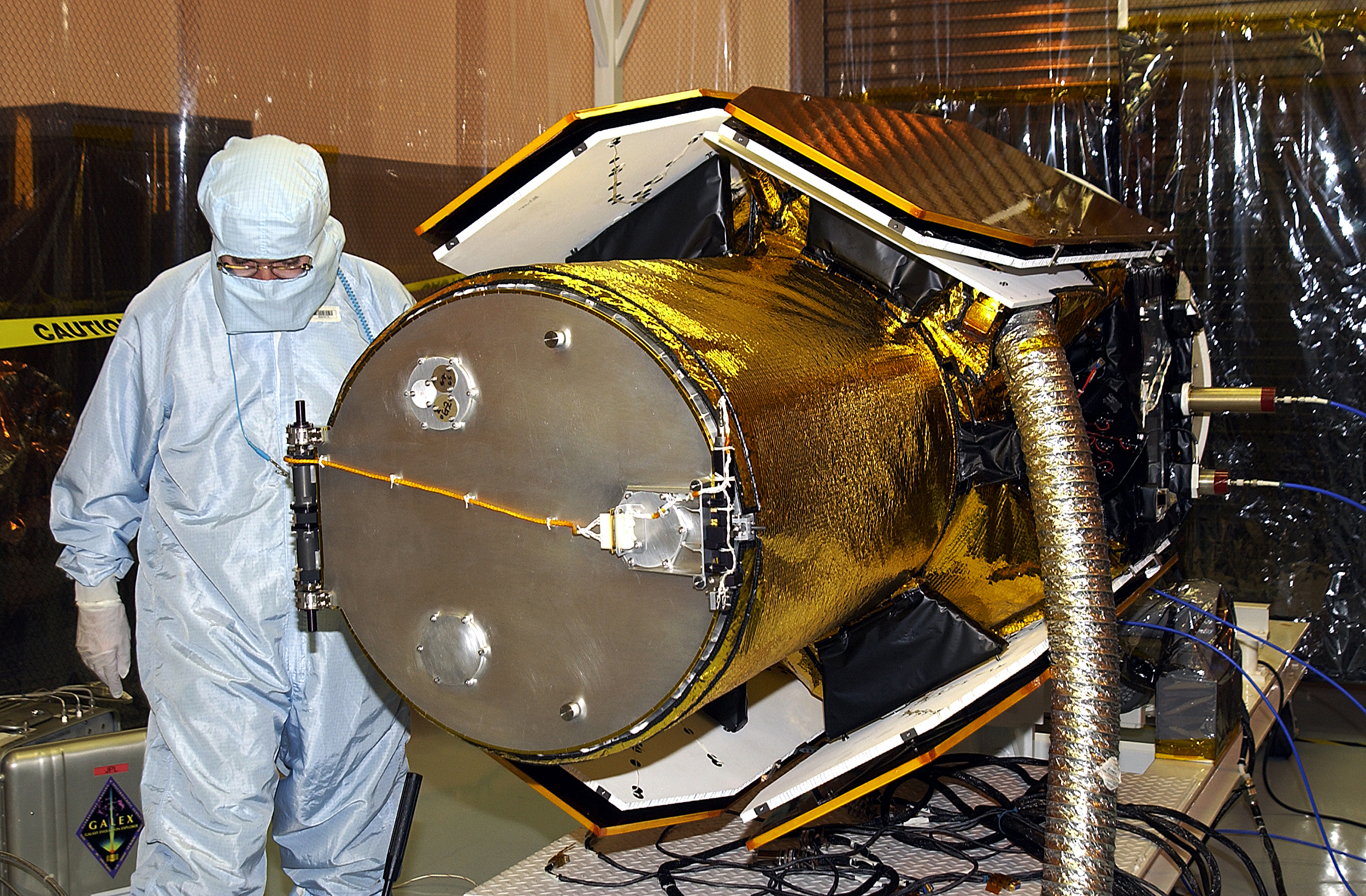
GALEX bei den Startvorbereitungen

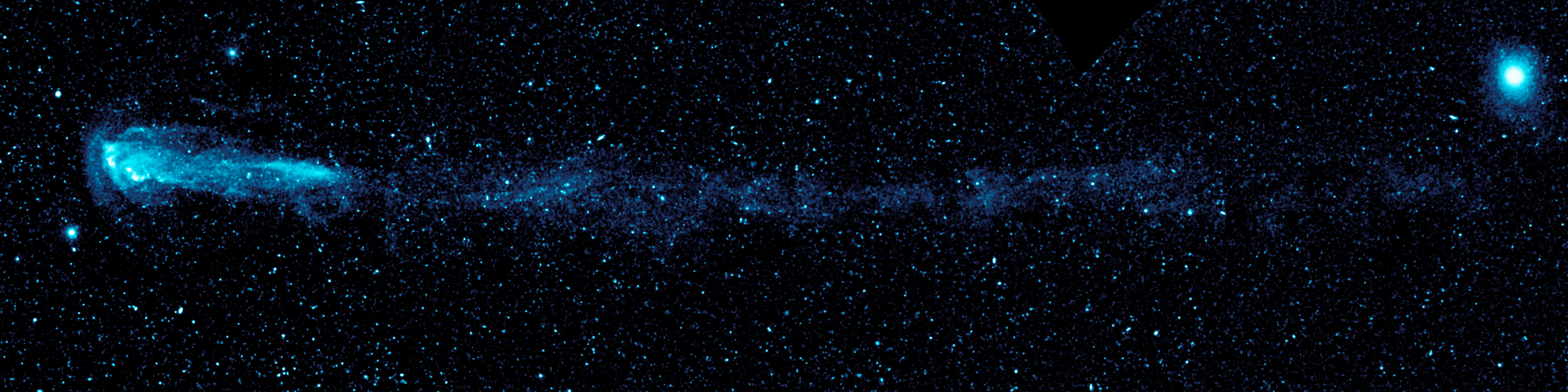
Aufnahme des kometenartigen Schweifs des Sterns Mira